# U-184
| U-184 | U-184 | U-184 |
| --- | --- | --- |
| U 184 | | |
| | | |
| Німецький підводний човен U-190, однотипний з U-184, в порту Сент-Джонса після капітуляції. Червень 1945 | | |
| Верф | Deutsche Schiff- und Maschinenbau, AG Weser, Бремен | Deutsche Schiff- und Maschinenbau, AG Weser, Бремен |
| Під прапором                                                                                             | Третій Рейх | Третій Рейх |
| Належність                                                                                               | Крігсмаріне | Крігсмаріне |
| Порт приписки                                                                                            | Штеттін Лор'ян | Штеттін Лор'ян |
| Замовлення                                                                                               | 15 серпня 1941 | 15 серпня 1941 |
| Закладений                                                                                               | 10 червня 1941 | 10 червня 1941 |
| Спуск на воду                                                                                            | 21 лютого 1942 | 21 лютого 1942 |
| Введений до складу флоту                                                                                 | 29 травня 1942 | 29 травня 1942 |
| На службі                                                                                                | 1942 | 1942 |
| Загибель                                                                                                 | після 21 листопада 1942 року зниклий безвісти в Північній Атлантиці на схід від Ньюфаундленду                                                                              | після 21 листопада 1942 року зниклий безвісти в Північній Атлантиці на схід від Ньюфаундленду                                                                              |
| Бойовий досвід                                                                                           | Друга світова війна Битва за Атлантику | Друга світова війна Битва за Атлантику |
| Проєкт                                                                                                   | | |
| Тип ПЧ                                                                                                   | великий океанський торпедний ДПЧ | великий океанський торпедний ДПЧ |
| Основні характеристики                                                                                   | | |
| Швидкість (надводна)                                                                                     | 18,2 вузла (33,7 км/год) | 18,2 вузла (33,7 км/год) |
| Швидкість (підводна)                                                                                     | 7,3 (13,5 км/год) | 7,3 (13,5 км/год) |
| Робоча глибина занурення                                                                                 | 100 м | 100 м |
| Гранична глибина занурення                                                                               | 230 м | 230 м |
| Дальність плавання                                                                                       | 63 милі (117 км) км на швидкості 4 вузли (7,4 км/год) (у підводному положенні) 13 450 морських миль (24 910 км на швидкості 10 вузлів (19 км/год) (у надводному положенні) | 63 милі (117 км) км на швидкості 4 вузли (7,4 км/год) (у підводному положенні) 13 450 морських миль (24 910 км на швидкості 10 вузлів (19 км/год) (у надводному положенні) |
| Екіпаж                                                                                                   | 48 офіцерів та матросів | 48 офіцерів та матросів |
| Розміри                                                                                                  | | |
| Довжина найбільша (по КВЛ)                                                                               | 76,76 м | 76,76 м |
| Ширина корпусу найб.                                                                                     | 6,86 м | 6,86 м |
| Висота                                                                                                   | 9,6 м | 9,6 м |
| Середня осадка (по КВЛ)                                                                                  | 4,67 м | 4,67 м |
| Водотоннажність надводна                                                                                 | 1144 т | 1144 т |
| Силова установка                                                                                         | | |
| Дизель-електрична: 2 дизельні двигуни MAN M 9 V 40/46 2 електродвигуни Siemens-Schuckert 2 GU 345/34     | | |
| Гвинти                                                                                                   | 2 | 2 |
| Потужність                                                                                               | 2 × 2200 к.с. (дизелі) 2 × 740 к.с. (електродвигуни) | 2 × 2200 к.с. (дизелі) 2 × 740 к.с. (електродвигуни) |
| Озброєння                                                                                                | | |
| Артилерія                                                                                                | 1 × 105-мм палубна гармата SK C/32 | 1 × 105-мм палубна гармата SK C/32 |
| Торпедно- мінне озброєння                                                                                | 4 носових і 2 кормових ТА; 22 торпеди або 44 міни TMA чи 66 TMB | 4 носових і 2 кормових ТА; 22 торпеди або 44 міни TMA чи 66 TMB |
| ППО | 1 × 37-мм зенітна гармата SKC/30 2 (1 × 2) × 20-мм зенітні гармати FlaK 30                                                                                                 | 1 × 37-мм зенітна гармата SKC/30 2 (1 × 2) × 20-мм зенітні гармати FlaK 30                                                                                                 |

U-184 — німецький великий океанський підводний човен типу IXC/40, що входив до складу Військово-морських сил Третього Рейху за часів Другої світової війни. Закладений 10 червня 1941 року на верфі Deutsche Schiff- und Maschinenbau, AG Weser у Бремені під будівельним номером 1024. Спущений на воду 21 лютого 1942 року, а 29 травня 1942 року корабель увійшов до складу ВМС нацистської Німеччини. Єдиним командиром човна був капітан-лейтенант Гюнтер Дангшат.

## Історія служби
U-184 належав до серії німецьких підводних човнів підтипу IXC/40, найбільшої серії великих океанських човнів типу IX, подальшого розвитку IX C зі збільшеними розмірами, підвищеною дальністю плавання і без третього перископа, призначених діяти на морських комунікаціях противника на далеких відстанях у відкритому океані. Човнів цього типу було випущено 87 одиниць і вони відносно результативно проявили себе в ході бойових дій в Атлантиці. 29 травня 1942 року U-184 розпочав службу у складі 4-ї навчальної флотилії, а з 1 листопада 1942 року переведений до бойового складу 2-ї флотилії ПЧ Крігсмаріне.
9 листопада 1942 року U-184 вийшов у свій перший бойовий похід в Атлантичний океан, потопив 1 британське суховантажне судно (3 192 GRT) і за тринадцять днів зник безвісти. Точне місце, а також доля 50 членів екіпажу невідома.

## Перелік уражених U-184 суден у бойових походах
| №                                                        | Дата              | Командир ПЧ           | Назва     | Тип                | Належність      | Водотоннажність (брт) | Вантаж            | Конвой         | Результат та координати                                               | Наслідки атаки для екіпажу | Прим. |
| -------------------------------------------------------- | ----------------- | --------------------- | --------- | ------------------ | --------------- | --------------------- | ----------------- | -------------- | --------------------------------------------------------------------- | -------------------------- | ----- |
| Перший похід (09.11—21.11.1942, 13 діб; Берген—загибель) |                   |                       |           |                    |                 |                       |                   |                |                                                                       |                            |       |
| 1                                                        | 17 листопада 1942 | Kptlt. Гюнтер Дангшат | Widestone | суховантажне судно | Велика Британія | 3 192                 | 3400 тонн вугілля | Конвой ONS 144 | потоплено 54°30′ пн. ш. 37°10′ зх. д. / 54.500° пн. ш. 37.167° зх. д. | 42 (усі загинули)          |       |